# Закон 4555 (законопроєкт 12414)
Закон України № 4555-IX «Про внесення змін до Кримінального процесуального кодексу України щодо особливостей досудового розслідування кримінальних правопорушень, пов'язаних із зникненням осіб безвісти за особливих обставин під час дії воєнного стану» — закон, ухвалений Верховною Радою України 22 липня 2025 року, яким внесено зміни до Кримінального процесуального кодексу в частині особливостей досудового розслідування кримінальних правопорушень, пов'язаних із зниклими безвісти особами, а також функціонування Національного антикорупційного бюро та Спеціалізованої антикорупційної прокуратури, ставлячи їх у залежність від Генерального прокурора України.
Закон викликав негативні оцінки низки міжнародних партнерів та українського суспільства. Зокрема, йшлося про можливе зменшення чи скасування міжнародної фінансової підтримки України, а також про перешкоди на шляху до євроінтеграції. Протягом 22-31 липня вперше від початку повномасштабного російського вторгнення Україною пройшла хвиля мирних протестів, учасники яких вимагали від влади відновити незалежність САП і НАБУ.
31 липня Верховна Рада ухвалила президентський законопроєкт, який мав на меті повернути незалежність САП і НАБУ від Генерального прокурора.

## Закон
Закон вносить низку змін до статей Кримінального процесуального кодексу України в частині впливу Генерального прокурора України на розслідування Національного антикорупційного бюро України (НАБУ) та Спеціалізованої антикорупційної прокуратури (САП), які до ухвалення закону були незалежними органами.
Відповідно до закону Генеральний прокурор матиме повноваження передавати справи, що перебувають у підслідності НАБУ, іншим органам, якщо вважатиме дії НАБУ неефективними, надавати письмові накази співробітникам НАБУ, визначатиме підслідність антикорупційних справ, матиме доступ до всіх матеріалів НАБУ, матиме повноваження закривати кримінальні справи, де підозрюваними виступають найвищі посадовці (Президент України, члени уряду, народні депутати, військовики вищого офіцерського складу, судді, прокурори, голови антикорупційних органів та члени РНБО), підписувати підозри в провадженнях НАБУ та під час дії воєнного стану призначати прокурорів без конкурсу.

## Передумови
СБУ, ДБР та ОГП провели щонайменше 70 обшуків стосовно співробітників НАБУ без судових ухвал.
Паралельно розпочата позапланова перевірка стану охорони державної таємниці, ініційована СБУ. Вона стосується працівників НАБУ, які мають доступ до державної таємниці та до проведення негласних слідчих (розшукових) дій. За результатами цієї перевірки СБУ може отримати інформацію про триваючі та заплановані НАБУ і САП оперативні заходи та слідчі дії. Розголошення цієї інформації може зірвати слідчі дії та триваючі розслідування.

## Ухвалення
Вранці 22 липня 2025 року відбулося засідання парламентського комітету з питань правоохоронної діяльності щодо внесення проєкту закону до другого читання. Засідання було скликано поспіхом і тривало онлайн протягом 10 хвилин; під час засідання комітету були внесені правки, що впливають на незалежність НАБУ і САП, при чому за свідченням членкині комітету депутатки Юлії Яцик розгляд правок відбувався без порівняльної таблиці, а голосування комітету відбувалося поспіхом.
Проєкт закону було внесено до розгляду до другого читання. Низка народних депутатів переважно з фракцій «Голос» і «Європейська Солідарність» намагалися зірвати ухвалення законопроєкту, заблокувавши трибуну в сесійній залі, проте закон був прийнятий 263 голосами «За».

## Поіменне голосування
Поіменне голосування про проєкт Закону про внесення змін до Кримінального процесуального кодексу України щодо особливостей досудового розслідування кримінальних правопорушень, пов'язаних із зникненням осіб безвісти за особливих обставин в умовах воєнного стану (№ 12414) — у другому читанні та в цілому:
| ПІБ                                  | Фракція                           | Результат голосування |
| ------------------------------------ | --------------------------------- | --------------------- |
| Аліксійчук Олександр Васильович      | «Слуга народу»                    | За                    |
| Арахамія Давид Георгійович           | «Слуга народу»                    | За                    |
| Бабак Сергій Віталійович             | «Слуга народу»                    | За                    |
| Бакумов Олександр Сергійович         | «Слуга народу»                    | Утримався             |
| Безгін Віталій Юрійович              | «Слуга народу»                    | За                    |
| Березін Максим Юрійович              | «Слуга народу»                    | За                    |
| Богданець Андрій Володимирович       | «Слуга народу»                    | За                    |
| Божик Валерій Іванович               | «Слуга народу»                    | За                    |
| Бондар Ганна Вячеславівна            | «Слуга народу»                    | Проти                 |
| Борзова Ірина Наумівна               | «Слуга народу»                    | Відсутня              |
| Брагар Євгеній Вадимович             | «Слуга народу»                    | За                    |
| Булах Лада Валентинівна              | «Слуга народу»                    | За                    |
| Вагнєр Вікторія Олександрівна        | «Слуга народу»                    | За                    |
| Василів Ігор Володимирович           | «Слуга народу»                    | Відсутній             |
| Васюк Олександр Олександрович        | «Слуга народу»                    | За                    |
| Веніславський Федір Володимирович    | «Слуга народу»                    | Утримався             |
| Вірастюк Василь Ярославович          | «Слуга народу»                    | За                    |
| Володіна Дар'я Артемівна             | «Слуга народу»                    | Відсутня              |
| Гайду Олександр Васильович           | «Слуга народу»                    | За                    |
| Галушко Микола Леонідович            | «Слуга народу»                    | За                    |
| Герасименко Ігор Леонідович          | «Слуга народу»                    | За                    |
| Герус Андрій Михайлович              | «Слуга народу»                    | Не голосував          |
| Горбенко Руслан Олександрович        | «Слуга народу»                    | За                    |
| Горобець Олександр Сергійович        | «Слуга народу»                    | За                    |
| Гринчук Оксана Анатоліївна           | «Слуга народу»                    | За                    |
| Грищенко Тетяна Миколаївна           | «Слуга народу»                    | За                    |
| Гузенко Максим Васильович            | «Слуга народу»                    | За                    |
| Дануца Олександр Анатолійович        | «Слуга народу»                    | За                    |
| Дирдін Максим Євгенович              | «Слуга народу»                    | За                    |
| Дмитрієва Оксана Олександрівна       | «Слуга народу»                    | За                    |
| Дубнов Артем Васильович              | «Слуга народу»                    | За                    |
| Жмеренецький Олексій Сергійович      | «Слуга народу»                    | Відсутній             |
| Заблоцький Мар'ян Богданович         | «Слуга народу»                    | За                    |
| Завітневич Олександр Михайлович      | «Слуга народу»                    | За                    |
| Задорожний Андрій Вікторович         | «Слуга народу»                    | За                    |
| Заремський Максим Валентинович       | «Слуга народу»                    | За                    |
| Захарченко Володимир Васильович      | «Слуга народу»                    | За                    |
| Зуб Валерій Олексійович              | «Слуга народу»                    | За                    |
| Іванов Володимир Ілліч               | «Слуга народу»                    | За                    |
| Кабанов Олександр Євгенійович        | «Слуга народу»                    | Відсутній             |
| Кальченко Сергій Віталійович         | «Слуга народу»                    | За                    |
| Каптєлов Роман Володимирович         | «Слуга народу»                    | За                    |
| Касай Костянтин Іванович             | «Слуга народу»                    | За                    |
| Кириченко Микола Олександрович       | «Слуга народу»                    | Не голосував          |
| Кицак Богдан Вікторович              | «Слуга народу»                    | За                    |
| Кісєль Юрій Григорович               | «Слуга народу»                    | За                    |
| Коваль Ольга Володимирівна           | «Слуга народу»                    | Не голосувала         |
| Ковальчук Олександр Володимирович    | «Слуга народу»                    | За                    |
| Козир Сергій В'ячеславович           | «Слуга народу»                    | За                    |
| Колєв Олег Вікторович                | «Слуга народу»                    | За                    |
| Колюх Валерій Вікторович             | «Слуга народу»                    | За                    |
| Копиленко Олександр Любимович        | «Слуга народу»                    | За                    |
| Короленко-Усова Валентина Юріївна    | «Слуга народу»                    | Відсутня              |
| Кострійчук Сергій Володимирович      | «Слуга народу»                    | За                    |
| Костюх Анатолій Вячеславович         | «Слуга народу»                    | За                    |
| Красов Олексій Ігорович              | «Слуга народу»                    | За                    |
| Криворучкіна Олена Володимирівна     | «Слуга народу»                    | За                    |
| Крячко Михайло Валерійович           | «Слуга народу»                    | За                    |
| Кузнєцов Олексій Олександрович       | «Слуга народу»                    | За                    |
| Культенко Артем Валерійович          | «Слуга народу»                    | За                    |
| Куницький Олександр Олегович         | «Слуга народу»                    | Відсутній             |
| Леонов Олексій Олександрович         | «Слуга народу»                    | За                    |
| Литвиненко Сергій Анатолійович       | «Слуга народу»                    | За                    |
| Лічман Ганна Василівна               | «Слуга народу»                    | За                    |
| Любота Дмитро Валерійович            | «Слуга народу»                    | За                    |
| Мазурашу Георгій Георгійович         | «Слуга народу»                    | Утримався             |
| Маріковський Олександр Валерійович   | «Слуга народу»                    | Не голосував          |
| Марченко Людмила Іванівна            | «Слуга народу»                    | За                    |
| Маслов Денис Вячеславович            | «Слуга народу»                    | За                    |
| Медяник В'ячеслав Анатолійович       | «Слуга народу»                    | За                    |
| Мельник Павло Вікторович             | «Слуга народу»                    | За                    |
| Мережко Олександр Олександрович      | «Слуга народу»                    | За                    |
| Михайлюк Галина Олегівна             | «Слуга народу»                    | За                    |
| Мокан Василь Іванович                | «Слуга народу»                    | За                    |
| Мошенець Олена Володимирівна         | «Слуга народу»                    | За                    |
| Мурдій Ігор Юрійович                 | «Слуга народу»                    | За                    |
| Нагорняк Сергій Володимирович        | «Слуга народу»                    | За                    |
| Наталуха Дмитро Андрійович           | «Слуга народу»                    | За                    |
| Неклюдов Владлен Михайлович          | «Слуга народу»                    | За                    |
| Нікітіна Марина Вікторівна           | «Слуга народу»                    | За                    |
| Овчинникова Юлія Юріївна             | «Слуга народу»                    | Відсутня              |
| Остапенко Анатолій Дмитрович         | «Слуга народу»                    | За                    |
| Павловський Петро Іванович           | «Слуга народу»                    | Утримався             |
| Пасічний Олександр Станіславович     | «Слуга народу»                    | За                    |
| Перебийніс Максим Вікторович         | «Слуга народу»                    | За                    |
| Пивоваров Євген Павлович             | «Слуга народу»                    | За                    |
| Подгорна Вікторія Валентинівна       | «Слуга народу»                    | Не голосувала         |
| Припутень Дмитро Сергійович          | «Слуга народу»                    | За                    |
| Пуртова Анна Анатоліївна             | «Слуга народу»                    | За                    |
| Радіна Анастасія Олегівна            | «Слуга народу»                    | Відсутня              |
| Рєпіна Елла Анатоліївна              | «Слуга народу»                    | Не голосувала         |
| Руденко Ольга Сергіївна              | «Слуга народу»                    | За                    |
| Саладуха Ольга Валеріївна            | «Слуга народу»                    | За                    |
| Салійчук Олександр В'ячеславович     | «Слуга народу»                    | За                    |
| Северин Сергій Сергійович            | «Слуга народу»                    | За                    |
| Скрипка Тетяна Василівна             | «Слуга народу»                    | За                    |
| Соломчук Дмитро Вікторович           | «Слуга народу»                    | Не голосував          |
| Стефанчук Микола Олексійович         | «Слуга народу»                    | За                    |
| Струневич Вадим Олегович             | «Слуга народу»                    | За                    |
| Тарарін Микола Олександрович         | «Слуга народу»                    | За                    |
| Тарасов Олег Сергійович              | «Слуга народу»                    | Відсутній             |
| Тістик Ростислав Ярославович         | «Слуга народу»                    | За                    |
| Ткаченко Олександр Михайлович        | «Слуга народу»                    | За                    |
| Устенко Олексій Олегович             | «Слуга народу»                    | За                    |
| Фріс Ігор Павлович                   | «Слуга народу»                    | За                    |
| Халімон Павло Віталійович            | «Слуга народу»                    | За                    |
| Циба Тетяна Вікторівна               | «Слуга народу»                    | Не голосувала         |
| Чернявський Степан Миколайович       | «Слуга народу»                    | За                    |
| Чорноморов Артем Олегович            | «Слуга народу»                    | За                    |
| Шинкаренко Іван Анатолійович         | «Слуга народу»                    | За                    |
| Шол Маргарита Віталіївна             | «Слуга народу»                    | За                    |
| Штепа Сергій Сергійович              | «Слуга народу»                    | За                    |
| Юнаков Іван Сергійович               | «Слуга народу»                    | За                    |
| Якименко Павло Віталійович           | «Слуга народу»                    | За                    |
| Янченко Галина Ігорівна              | «Слуга народу»                    | Не голосувала         |
| Ясько Єлизавета Олексіївна           | «Слуга народу»                    | За                    |
| Ананченко Михайло Олегович           | «Слуга народу»                    | За                    |
| Арсенюк Олег Олексійович             | «Слуга народу»                    | За                    |
| Бабій Роман Вячеславович             | «Слуга народу»                    | За                    |
| Бардіна Марина Олегівна              | «Слуга народу»                    | Відсутня              |
| Беленюк Жан Венсанович               | «Слуга народу»                    | За                    |
| Боблях Андрій Ростиславович          | «Слуга народу»                    | За                    |
| Богуцька Єлізавета Петрівна          | «Слуга народу»                    | За                    |
| Божков Олександр Валерійович         | «Слуга народу»                    | За                    |
| Бондаренко Олег Володимирович        | «Слуга народу»                    | За                    |
| Бородін Владислав Валерійович        | «Слуга народу»                    | За                    |
| Бужанський Максим Аркадійович        | «Слуга народу»                    | За                    |
| Бунін Сергій Валерійович             | «Слуга народу»                    | За                    |
| Василевська-Смаглюк Ольга Михайлівна | «Слуга народу»                    | Не голосувала         |
| Васильєв Ігор Сергійович             | «Слуга народу»                    | За                    |
| Ватрас Володимир Антонович           | «Слуга народу»                    | За                    |
| Вінтоняк Олена Василівна             | «Слуга народу»                    | За                    |
| Войцехівський Віталій Олександрович  | «Слуга народу»                    | За                    |
| Воронов Володимир Анатолійович       | «Слуга народу»                    | За                    |
| Галайчук Вадим Сергійович            | «Слуга народу»                    | За                    |
| Гевко Володимир Леонідович           | «Слуга народу»                    | За                    |
| Герман Денис Вадимович               | «Слуга народу»                    | За                    |
| Гетманцев Данило Олександрович       | «Слуга народу»                    | За                    |
| Горенюк Олександр Олександрович      | «Слуга народу»                    | За                    |
| Гривко Сергій Дмитрович              | «Слуга народу»                    | За                    |
| Гришина Юлія Миколаївна              | «Слуга народу»                    | За                    |
| Грищук Роман Павлович                | «Слуга народу»                    | Проти                 |
| Гурін Дмитро Олександрович           | «Слуга народу»                    | Проти                 |
| Демченко Сергій Олексійович          | «Слуга народу»                    | Відсутній             |
| Діденко Юлія Олександрівна           | «Слуга народу»                    | За                    |
| Драбовський Анатолій Григорович      | «Слуга народу»                    | За                    |
| Дунда Олег Андрійович                | «Слуга народу»                    | За                    |
| Жупанин Андрій Вікторович            | «Слуга народу»                    | Не голосував          |
| Забуранна Леся Валентинівна          | «Слуга народу»                    | За                    |
| Загоруйко Аліна Леонідівна           | «Слуга народу»                    | За                    |
| Задорожній Микола Миколайович        | «Слуга народу»                    | За                    |
| Заславський Юрій Іванович            | «Слуга народу»                    | За                    |
| Здебський Юрій Вікторович            | «Слуга народу»                    | За                    |
| Зуєв Максим Сергійович               | «Слуга народу»                    | За                    |
| Іонушас Сергій Костянтинович         | «Слуга народу»                    | Відсутній             |
| Калаур Іван Романович                | «Слуга народу»                    | За                    |
| Камельчук Юрій Олександрович         | «Слуга народу»                    | За                    |
| Касай Геннадій Олександрович         | «Слуга народу»                    | За                    |
| Качура Олександр Анатолійович        | «Слуга народу»                    | За                    |
| Кисилевський Дмитро Давидович        | «Слуга народу»                    | За                    |
| Кінзбурська Вікторія Олександрівна   | «Слуга народу»                    | За                    |
| Клочко Андрій Андрійович             | «Слуга народу»                    | За                    |
| Ковальов Артем Володимирович         | «Слуга народу»                    | За                    |
| Козак Володимир Васильович           | «Слуга народу»                    | За                    |
| Колебошин Сергій Валерійович         | «Слуга народу»                    | Не голосував          |
| Колісник Анна Сергіївна              | «Слуга народу»                    | Відсутня              |
| Копанчук Олена Євгенівна             | «Слуга народу»                    | За                    |
| Копитін Ігор Володимирович           | «Слуга народу»                    | За                    |
| Корявченков Юрій Валерійович         | «Слуга народу»                    | За                    |
| Костюк Дмитро Сергійович             | «Слуга народу»                    | За                    |
| Кравчук Євгенія Михайлівна           | «Слуга народу»                    | Відсутня              |
| Крейденко Володимир Вікторович       | «Слуга народу»                    | За                    |
| Кривошеєв Ігор Сергійович            | «Слуга народу»                    | За                    |
| Кузбит Юрій Михайлович               | «Слуга народу»                    | За                    |
| Кузьміних Сергій Володимирович       | «Слуга народу»                    | За                    |
| Кунаєв Артем Юрійович                | «Слуга народу»                    | За                    |
| Лаба Михайло Михайлович              | «Слуга народу»                    | За                    |
| Лис Олена Георгіївна                 | «Слуга народу»                    | Відсутня              |
| Літвінов Олександр Миколайович       | «Слуга народу»                    | За                    |
| Локтіонова Наталія Валентинівна      | «Слуга народу»                    | За                    |
| Ляшенко Анастасія Олексіївна         | «Слуга народу»                    | Відсутня              |
| Мандзій Сергій Володимирович         | «Слуга народу»                    | За                    |
| Марусяк Олег Романович               | «Слуга народу»                    | За                    |
| Марчук Ігор Петрович                 | «Слуга народу»                    | За                    |
| Матусевич Олександр Борисович        | «Слуга народу»                    | За                    |
| Мезенцева-Федоренко Марія Сергіївна  | «Слуга народу»                    | За                    |
| Мельнік Сергій Васильович            | «Слуга народу»                    | За                    |
| Мисягін Юрій Михайлович              | «Слуга народу»                    | За                    |
| Мовчан Олексій Васильович            | «Слуга народу»                    | Відсутній             |
| Мотовиловець Андрій Вікторович       | «Слуга народу»                    | За                    |
| Мулик Роман Миронович                | «Слуга народу»                    | За                    |
| Нагаєвський Артем Сергійович         | «Слуга народу»                    | За                    |
| Нальотов Дмитро Олександрович        | «Слуга народу»                    | Не голосував          |
| Негулевський Ігор Петрович           | «Слуга народу»                    | За                    |
| Нестеренко Кирилл Олександрович      | «Слуга народу»                    | За                    |
| Новіков Михайло Миколайович          | «Слуга народу»                    | За                    |
| Одарченко Андрій Миколайович         | «Слуга народу»                    | Відсутній             |
| Павліш Павло Васильович              | «Слуга народу»                    | За                    |
| Павлюк Максим Васильович             | «Слуга народу»                    | За                    |
| Пашковський Максим Ігорович          | «Слуга народу»                    | За                    |
| Петруняк Євген Васильович            | «Слуга народу»                    | За                    |
| Підласа Роксолана Андріївна          | «Слуга народу»                    | За                    |
| Потураєв Микита Русланович           | «Слуга народу»                    | Відсутній             |
| Прощук Едуард Петрович               | «Слуга народу»                    | За                    |
| Пушкаренко Арсеній Михайлович        | «Слуга народу»                    | За                    |
| Радуцький Михайло Борисович          | «Слуга народу»                    | За                    |
| Рубльов Вячеслав Володимирович       | «Слуга народу»                    | За                    |
| Савченко Ольга Станіславівна         | «Слуга народу»                    | За                    |
| Саламаха Орест Ігорович              | «Слуга народу»                    | Не голосував          |
| Санченко Олександр Володимирович     | «Слуга народу»                    | Відсутній             |
| Семінський Олег Валерійович          | «Слуга народу»                    | За                    |
| Сова Олександр Георгійович           | «Слуга народу»                    | За                    |
| Стернійчук Валерій Олександрович     | «Слуга народу»                    | Не голосував          |
| Стріхарський Андрій Петрович         | «Слуга народу»                    | За                    |
| Сушко Павло Миколайович              | «Слуга народу»                    | За                    |
| Тарасенко Тарас Петрович             | «Слуга народу»                    | За                    |
| Тимофійчук Володимир Ярославович     | «Слуга народу»                    | За                    |
| Ткаченко Максим Миколайович          | «Слуга народу»                    | За                    |
| Третьякова Галина Миколаївна         | «Слуга народу»                    | За                    |
| Федієнко Олександр Павлович          | «Слуга народу»                    | За                    |
| Фролов Павло Валерійович             | «Слуга народу»                    | За                    |
| Хоменко Олена Вікторівна             | «Слуга народу»                    | За                    |
| Чернєв Єгор Володимирович            | «Слуга народу»                    | Відсутній             |
| Чорний Дмитро Сергійович             | «Слуга народу»                    | За                    |
| Швачко Антон Олексійович             | «Слуга народу»                    | За                    |
| Шипайло Остап Ігорович               | «Слуга народу»                    | За                    |
| Шпак Любов Олександрівна             | «Слуга народу»                    | За                    |
| Шуляк Олена Олексіївна               | «Слуга народу»                    | Відсутня              |
| Юраш Святослав Андрійович            | «Слуга народу»                    | За                    |
| Яковлєва Неллі Іллівна               | «Слуга народу»                    | За                    |
| Яременко Богдан Васильович           | «Слуга народу»                    | За                    |
| Алєксєєв Сергій Олегович             | «Європейська солідарність»        | За                    |
| Бондар Михайло Леонтійович           | «Європейська солідарність»        | Проти                 |
| В'ятрович Володимир Михайлович       | «Європейська солідарність»        | Відсутній             |
| Геращенко Ірина Володимирівна        | «Європейська солідарність»        | Проти                 |
| Джемілєв Мустафа                     | «Європейська солідарність»        | За                    |
| Іонова Марія Миколаївна              | «Європейська солідарність»        | Не голосувала         |
| Княжицький Микола Леонідович         | «Європейська солідарність»        | Відсутній             |
| Кубів Степан Іванович                | «Європейська солідарність»        | Не голосував          |
| Никорак Ірина Петрівна               | «Європейська солідарність»        | Відсутня              |
| Парубій Андрій Володимирович         | «Європейська солідарність»        | Відсутній             |
| Саврасов Максим Віталійович          | «Європейська солідарність»        | Утримався             |
| Сюмар Вікторія Петрівна              | «Європейська солідарність»        | Проти                 |
| Фріз Ірина Василівна                 | «Європейська солідарність»        | Відсутня              |
| Южаніна Ніна Петрівна                | «Європейська солідарність»        | За                    |
| Ар'єв Володимир Ігорович             | «Європейська солідарність»        | Проти                 |
| Величкович Микола Романович          | «Європейська солідарність»        | Відсутній             |
| Герасимов Артур Володимирович        | «Європейська солідарність»        | Утримався             |
| Гончаренко Олексій Олексійович       | «Європейська солідарність»        | Проти                 |
| Зінкевич Яна Вадимівна               | «Європейська солідарність»        | Проти                 |
| Климпуш-Цинцадзе Іванна Орестівна    | «Європейська солідарність»        | Проти                 |
| Князевич Руслан Петрович             | «Європейська солідарність»        | Відсутній             |
| Лопушанський Андрій Ярославович      | «Європейська солідарність»        | Відсутній             |
| Павленко Ростислав Миколайович       | «Європейська солідарність»        | Проти                 |
| Порошенко Петро Олексійович          | «Європейська солідарність»        | Утримався             |
| Синютка Олег Михайлович              | «Європейська солідарність»        | Утримався             |
| Федина Софія Романівна               | «Європейська солідарність»        | Проти                 |
| Чийгоз Ахтем Зейтуллайович           | «Європейська солідарність»        | Утримався             |
| Абдуллін Олександр Рафкатович        | «Батьківщина»                     | За                    |
| Буймістер Людмила Анатоліївна        | «Батьківщина»                     | Відсутня              |
| Волинець Михайло Якович              | «Батьківщина»                     | За                    |
| Євтушок Сергій Миколайович           | «Батьківщина»                     | За                    |
| Кабаченко Володимир Вікторович       | «Батьківщина»                     | За                    |
| Кожем'якін Андрій Анатолійович       | «Батьківщина»                     | Відсутній             |
| Кучеренко Олексій Юрійович           | «Батьківщина»                     | За                    |
| Лукашук Богдан Олегович              | «Батьківщина»                     | За                    |
| Наливайченко Валентин Олександрович  | «Батьківщина»                     | Відсутній             |
| Ніколаєнко Андрій Іванович           | «Батьківщина»                     | За                    |
| Соболєв Сергій Владиславович         | «Батьківщина»                     | Відсутній             |
| Тарута Сергій Олексійович            | «Батьківщина»                     | Не голосував          |
| Цимбалюк Михайло Михайлович          | «Батьківщина»                     | За                    |
| Бондарєв Костянтин Анатолійович      | «Батьківщина»                     | За                    |
| Власенко Сергій Володимирович        | «Батьківщина»                     | За                    |
| Дубіль Валерій Олександрович         | «Батьківщина»                     | За                    |
| Івченко Вадим Євгенович              | «Батьківщина»                     | Відсутній             |
| Кириленко Іван Григорович            | «Батьківщина»                     | Відсутній             |
| Крулько Іван Іванович                | «Батьківщина»                     | За                    |
| Лабунська Анжеліка Вікторівна        | «Батьківщина»                     | Відсутня              |
| Мейдич Олег Леонідович               | «Батьківщина»                     | За                    |
| Немиря Григорій Михайлович           | «Батьківщина»                     | Відсутній             |
| Пузійчук Андрій Вікторович           | «Батьківщина»                     | Відсутній             |
| Соколов Михайло Володимирович        | «Батьківщина»                     | За                    |
| Тимошенко Юлія Володимирівна         | «Батьківщина»                     | За                    |
| Бойко Юрій Анатолійович              | Група «Платформа за життя та мир» | За                    |
| Дунаєв Сергій Володимирович          | Група «Платформа за життя та мир» | За                    |
| Кальцев Володимир Федорович          | Група «Платформа за життя та мир» | За                    |
| Колтунович Олександр Сергійович      | Група «Платформа за життя та мир» | За                    |
| Льовочкін Сергій Володимирович       | Група «Платформа за життя та мир» | За                    |
| Мамка Григорій Миколайович           | Група «Платформа за життя та мир» | За                    |
| Німченко Василь Іванович             | Група «Платформа за життя та мир» | За                    |
| Папієв Михайло Миколайович           | Група «Платформа за життя та мир» | За                    |
| Пузанов Олександр Геннадійович       | Група «Платформа за життя та мир» | За                    |
| Суркіс Григорій Михайлович           | Група «Платформа за життя та мир» | За                    |
| Шуфрич Нестор Іванович               | Група «Платформа за життя та мир» | Відсутній             |
| Борт Віталій Петрович                | Група «Платформа за життя та мир» | Відсутній             |
| Іоффе Юлій Якович                    | Група «Платформа за життя та мир» | За                    |
| Качний Олександр Сталіноленович      | Група «Платформа за життя та мир» | За                    |
| Ларін Сергій Миколайович             | Група «Платформа за життя та мир» | За                    |
| Макаренко Михайло Васильович         | Група «Платформа за життя та мир» | За                    |
| Мамоян Суто Чолоєвич                 | Група «Платформа за життя та мир» | За                    |
| Павленко Юрій Олексійович            | Група «Платформа за життя та мир» | За                    |
| Пономарьов Олександр Сергійович      | Група «Платформа за життя та мир» | Відсутній             |
| Скорик Микола Леонідович             | Група «Платформа за життя та мир» | За                    |
| Чорний Віктор Іванович               | Група «Платформа за життя та мир» | За                    |
| Балога Віктор Іванович               | Позафракційні                     | Відсутній             |
| Бондар Віктор Васильович             | Позафракційні                     | Відсутній             |
| Дубінський Олександр Анатолійович    | Позафракційні                     | Відсутній             |
| Кондратюк Олена Костянтинівна        | Позафракційні                     | Не голосувала         |
| Лерос Гео Багратович                 | Позафракційні                     | Проти                 |
| Магомедов Муса Сергоєвич             | Позафракційні                     | Не голосував          |
| Разумков Дмитро Олександрович        | Позафракційні                     | Не голосував          |
| Світлична Юлія Олександрівна         | Позафракційні                     | Відсутня              |
| Стефанчук Руслан Олексійович         | Позафракційні                     | За                    |
| Христенко Федір Володимирович        | Позафракційні                     | Відсутній             |
| Яцик Юлія Григорівна                 | Позафракційні                     | Утрималась            |
| Безугла Мар'яна Володимирівна        | Позафракційні                     | За                    |
| Гриб Вікторія Олександрівна          | Позафракційні                     | Не голосувала         |
| Загородній Юрій Іванович             | Позафракційні                     | За                    |
| Корнієнко Олександр Сергійович       | Позафракційні                     | За                    |
| Магера Сергій Васильович             | Позафракційні                     | За                    |
| Микиша Дмитро Сергійович             | Позафракційні                     | Не голосував          |
| Савчук Оксана Василівна              | Позафракційні                     | Відсутня              |
| Соха Роман Васильович                | Позафракційні                     | Не голосував          |
| Тищенко Микола Миколайович           | Позафракційні                     | Відсутній             |
| Яценко Антон Володимирович           | Позафракційні                     | Відсутній             |
| Бобровська Соломія Анатоліївна       | «Голос»                           | Відсутня              |
| Васильченко Галина Іванівна          | «Голос»                           | Відсутня              |
| Костенко Роман Васильович            | «Голос»                           | Не голосував          |
| Осадчук Андрій Петрович              | «Голос»                           | Утримався             |
| Рахманін Сергій Іванович             | «Голос»                           | Не голосував          |
| Рущишин Ярослав Іванович             | «Голос»                           | Не голосував          |
| Совсун Інна Романівна                | «Голос»                           | Не голосувала         |
| Ташева Таміла Равілівна              | «Голос»                           | За                    |
| Хлапук Максим Миколайович            | «Голос»                           | Відсутній             |
| Шараськін Андрій Андрійович          | «Голос»                           | Не голосував          |
| Василенко Леся Володимирівна         | «Голос»                           | Відсутня              |
| Железняк Ярослав Іванович            | «Голос»                           | Не голосував          |
| Лозинський Роман Михайлович          | «Голос»                           | Відсутній             |
| Піпа Наталія Романівна               | «Голос»                           | Відсутня              |
| Рудик Кіра Олександрівна             | «Голос»                           | Відсутня              |
| Сірко Юлія Леонідівна                | «Голос»                           | Утрималась            |
| Стефанишина Ольга Анатоліївна        | «Голос»                           | Не голосувала         |
| Устінова Олександра Юріївна          | «Голос»                           | Відсутня              |
| Цабаль Володимир Володимирович       | «Голос»                           | Утримався             |
| Юрчишин Ярослав Романович            | «Голос»                           | Не голосував          |
| Арешонков Володимир Юрійович         | «Довіра»                          | За                    |
| Бакунець Павло Андрійович            | «Довіра»                          | За                    |
| Вацак Геннадій Анатолійович          | «Довіра»                          | За                    |
| Горват Роберт Іванович               | «Довіра»                          | За                    |
| Кіт Андрій Богданович                | «Довіра»                          | За                    |
| Кучер Микола Іванович                | «Довіра»                          | За                    |
| Люшняк Микола Володимирович          | «Довіра»                          | За                    |
| Петьовка Василь Васильович           | «Довіра»                          | За                    |
| Приходько Борис Вікторович           | «Довіра»                          | За                    |
| Шахов Сергій Володимирович           | «Довіра»                          | Відсутній             |
| Бабенко Микола Вікторович            | «Довіра»                          | За                    |
| Білозір Лариса Миколаївна            | «Довіра»                          | За                    |
| Вельможний Сергій Анатолійович       | «Довіра»                          | За                    |
| Кіссе Антон Іванович                 | «Довіра»                          | За                    |
| Кулініч Олег Іванович                | «Довіра»                          | За                    |
| Лунченко Валерій Валерійович         | «Довіра»                          | За                    |
| Мінько Сергій Анатолійович           | «Довіра»                          | Відсутній             |
| Поляк Владіслав Миколайович          | «Довіра»                          | За                    |
| Сухов Олександр Сергійович           | «Довіра»                          | За                    |
| Бурміч Анатолій Петрович             | «Відновлення України»             | За                    |
| Гнатенко Валерій Сергійович          | «Відновлення України»             | За                    |
| Дмитрук Артем Геннадійович           | «Відновлення України»             | Відсутній             |
| Ісаєнко Дмитро Валерійович           | «Відновлення України»             | За                    |
| Ковальов Олександр Іванович          | «Відновлення України»             | За                    |
| Приходько Наталія Ігорівна           | «Відновлення України»             | Відсутня              |
| Столар Вадим Михайлович              | «Відновлення України»             | За                    |
| Шевченко Євгеній Володимирович       | «Відновлення України»             | Відсутній             |
| Яковенко Євген Геннадійович          | «Відновлення України»             | Не голосував          |
| Воронько Олег Євгенійович            | «Відновлення України»             | Не голосував          |
| Гунько Анатолій Григорович           | «Відновлення України»             | За                    |
| Іванісов Роман Валерійович           | «Відновлення України»             | За                    |
| Кісільов Ігор Петрович               | «Відновлення України»             | Відсутній             |
| Лукашев Олександр Анатолійович       | «Відновлення України»             | Відсутній             |
| Славицька Антоніна Керимівна         | «Відновлення України»             | Не голосувала         |
| Фельдман Олександр Борисович         | «Відновлення України»             | За                    |
| Юрченко Олександр Миколайович        | «Відновлення України»             | За                    |
| Батенко Тарас Іванович               | Група «За майбутнє»               | За                    |
| Гузь Ігор Володимирович              | Група «За майбутнє»               | Відсутній             |
| Івахів Степан Петрович               | Група «За майбутнє»               | Відсутній             |
| Лабазюк Сергій Петрович              | Група «За майбутнє»               | За                    |
| М'ялик Віктор Ничипорович            | Група «За майбутнє»               | За                    |
| Рудик Сергій Ярославович             | Група «За майбутнє»               | Відсутній             |
| Торохтій Богдан Григорович           | Група «За майбутнє»               | За                    |
| Чайківський Іван Адамович            | Група «За майбутнє»               | За                    |
| Юрчишин Петро Васильович             | Група «За майбутнє»               | За                    |
| Герега Олександр Володимирович       | Група «За майбутнє»               | За                    |
| Дубневич Ярослав Васильович          | Група «За майбутнє»               | Відсутній             |
| Констанкевич Ірина Мирославівна      | Група «За майбутнє»               | За                    |
| Молоток Ігор Федорович               | Група «За майбутнє»               | За                    |
| Палиця Ігор Петрович                 | Група «За майбутнє»               | Відсутній             |
| Скороход Анна Костянтинівна          | Група «За майбутнє»               | Відсутній             |
| Урбанський Анатолій Ігорович         | Група «За майбутнє»               | Відсутній             |
| Шаповалов Юрій Анатолійович          | Група «За майбутнє»               | За                    |

| Фракція | Фракція                   | За  | Проти | Утрималося | Не голосувало | Відсутні |
| ------- | ------------------------- | --- | ----- | ---------- | ------------- | -------- |
|         | Слуга народу              | 185 | 3     | 4          | 15            | 24       |
|         | Європейська Солідарність  | 3   | 9     | 5          | 2             | 8        |
|         | ВО «Батьківщина»          | 15  | 0     | 0          | 1             | 9        |
|         | Платформа за життя та мир | 18  | 0     | 0          | 0             | 3        |
|         | Голос                     | 1   | 0     | 3          | 8             | 8        |
|         | Довіра                    | 17  | 0     | 0          | 0             | 2        |
|         | За майбутнє               | 10  | 0     | 0          | 0             | 7        |
|         | Відновлення України       | 9   | 0     | 0          | 3             | 5        |
|         | Позафракційні             | 5   | 1     | 1          | 6             | 8        |
| Загалом | Загалом                   | 263 | 13    | 13         | 35            | 74       |

Увечері 22 липня Президент Володимир Зеленський підписав законопроєкт.

## Реакція

### Акції протесту
Ухвалений закон викликав шквал критики з боку низки громадських організацій і діячів, оскільки втрата незалежності антикорупційних органів ускладнює шлях України до Європейського Союзу.
У кількох містах України зібралися мітинги. У Києві на площі Івана Франка зібралося близько 1200 осіб, які вимагали ветувати закон. Аналогічні мітинги відбувалися на проспекті Свободи у Львові, а також Дніпрі, Запоріжжі, Одесі, Харкові, Тернополі, Луцьку, Івано-Франківську, Рівному, Чернівцях, Сумах, Вінниці, Черкасах тощо. Ці протестні акції стали першими від час російського вторгнення до України.
Акції проти закону продовжилися ввечері наступного дня, 23 липня; до участі доєдналися люди в щонайменше 22 містах по всій Україні.

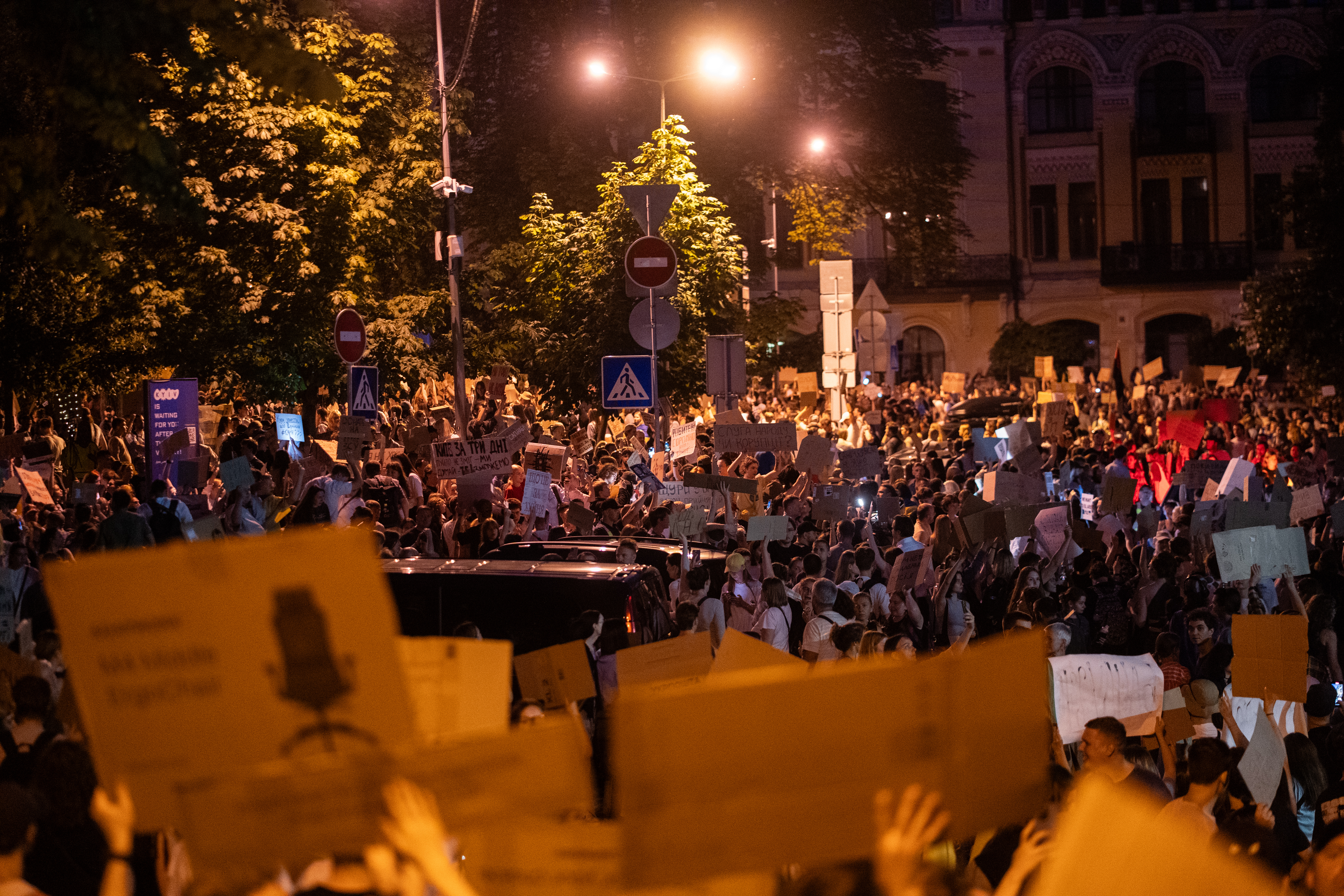
Протести у Києві (23 липня 2025)
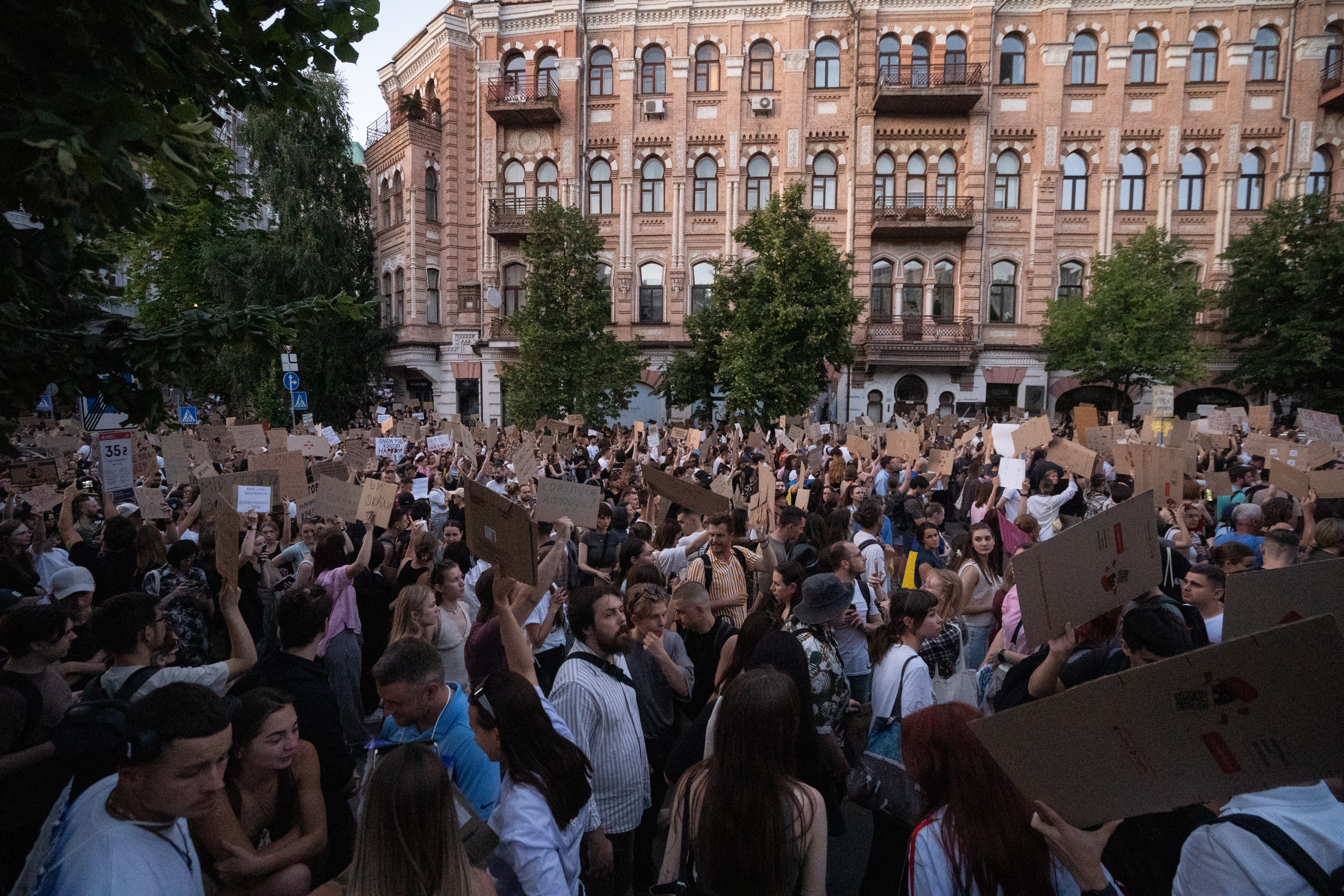
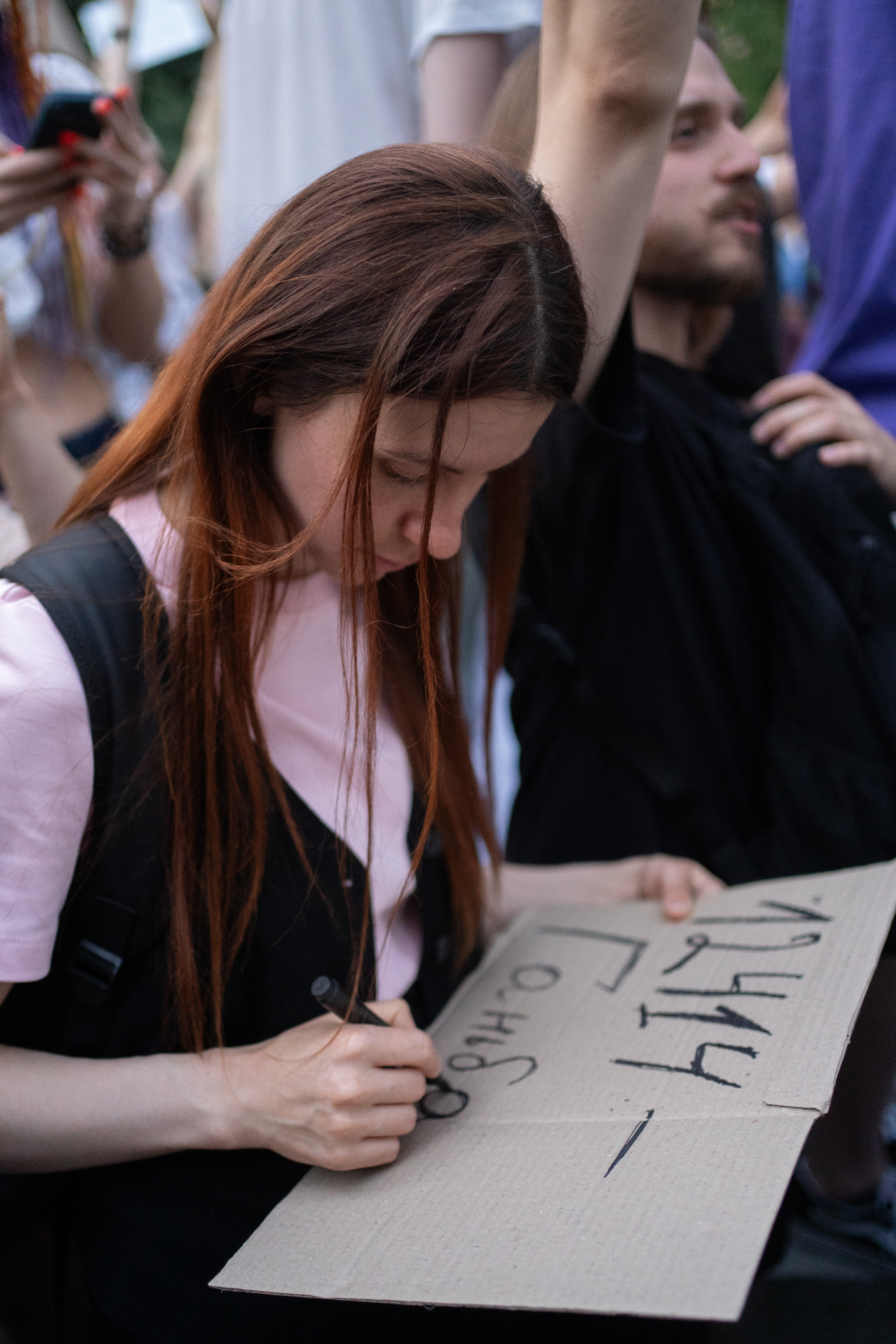
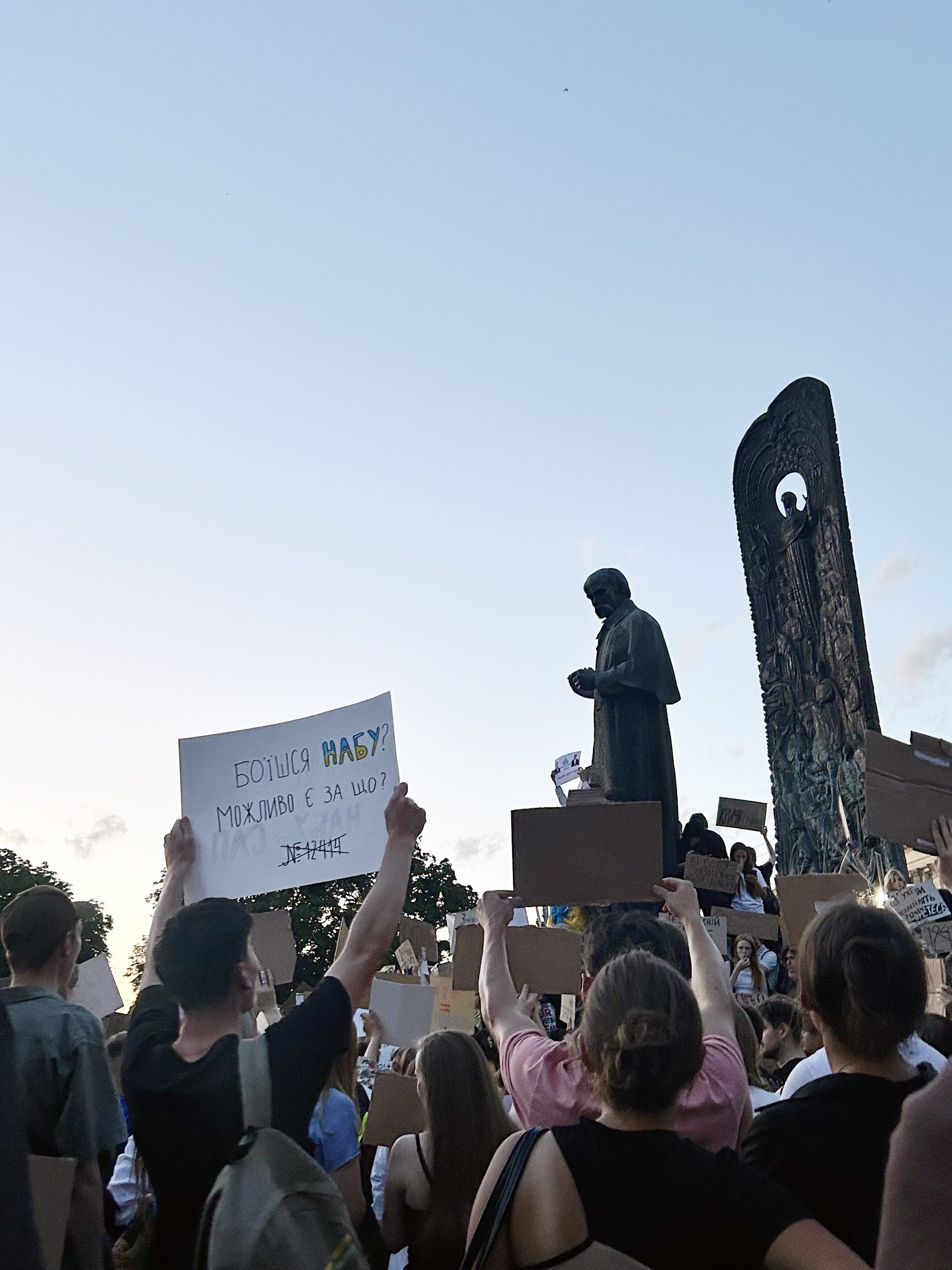
Протести у Львові (23 липня 2025)
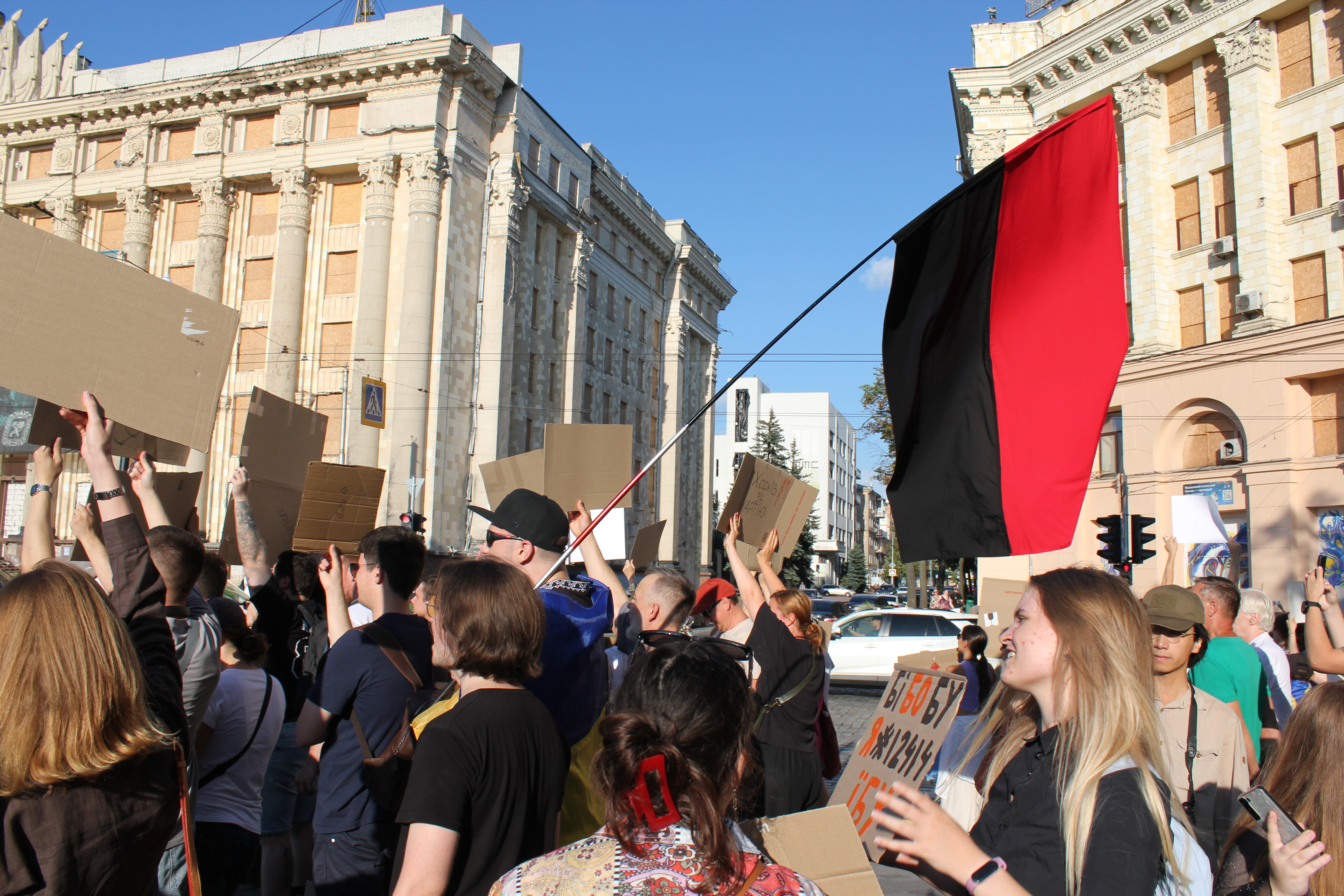
Протести у Харкові (23 липня 2025)

### Реакція високопосадовців
У НАБУ і САП висловили подяку учасникам акцій на їхню підтримку, зазначивши, що вони є свідчення довіри до цих органів, і запевнивши, що й далі працюватимуть над незалежністю своєї роботи.
Голова СБУ Василь Малюк заявив, що ухвала цього закону сприяла «поверненню до Конституції», а саме ліквідовувала дублювання повноважень генпрокурора та антикорупційних органів. Начальник ГУР Кирило Буданов на тлі протестів закликав до єдності й діалогу.
23 липня президент Володимир Зеленський провів зустріч з керівниками безпекових та антикорупційних органів: САП, НАБУ, ДБР, НАЗК, СБУ, МВС та генеральним прокурором; за результатами наради Володимир Зеленський оголосив, що учасники погодились покращити роботу над кримінальними справами. У вечірньому зверненні президент заявив, що ініціює новий законопроєкт, який матиме на меті забезпечити незалежність антикорупційних органів; у НАБУ і САП висловили підтримку такій ідеї.

### Міжнародна реакція
Єврокомісарка з питань розширення Марта Кос заявила про серйозну стурбованість у зв'язку з ухваленням Верховною Радою закону, що ліквідовує незалежність Національного антикорупційного бюро (НАБУ) і Спеціалізованої антикорупційної прокуратури (САП)..
Стурбованість висловили Міністр Франції у справах Європи Бенжамен Адад, Єврокомісар з економіки, відповідальний за фінансову допомогу Україні Валдіс Домбровскіс, міністри закордонних справ Нідерландів, Німеччини, Швеції.

## Прийняття альтернативного закону
24 липня президент України Володимир Зеленський подав до Верховної ради законопроєкт № 13533, який мав би замінити вже ухвалений закон, повернувши незалежність САП і НАБУ від Генерального прокурора. Протягом наступних шести днів народні депутати зареєстрували ще 6 альтернативних законопроєктів.
31 липня президентський законопроєкт був ухвалений за основу і в цілому 331 голосами «За» народних депутатів, найменшу кількість голосів дала фракція "ВО Батьківщина" . 